# Acer virens
Acer virens é uma espécie de árvore do gênero Acer, pertencente à família Aceraceae.